# パタゴニア砂漠

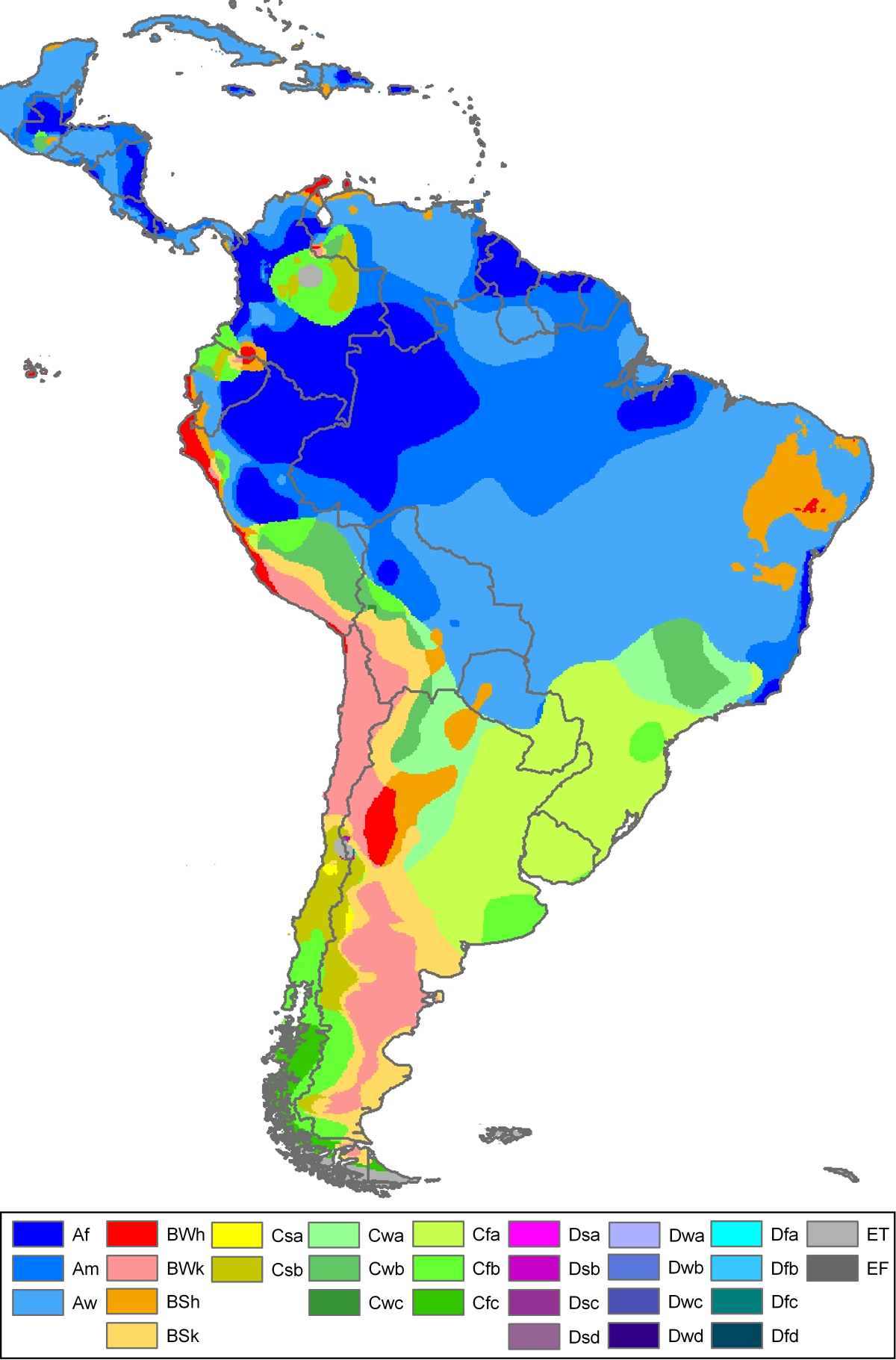
南アメリカ大陸におけるケッペンの気候区分を示す図。パタゴニア砂漠は図中、アンデス山脈以東の寒地荒原気候（BWk）及びその周縁のステップ気候（BS）あたりの地域。

パタゴニア砂漠（パタゴニアさばく、Patagonian Desert）は、南アメリカ大陸にあるアンデス山脈の雨陰砂漠。一年を通して強い偏西風がアンデスから吹き降り、夏季でもしばしば降霜する。中核部は寒地荒原（低温砂漠）気候（BWk）の岩石砂漠となっており、その周縁部にステップ（Patagonian Steppe, Magellanic Steppe）が広がる。
砂漠周縁のステップのみならず、海洋性気候のフエゴ島や森林地帯をも含むパタゴニア全体が "Patagonian Desert" と呼ばれる場合もある。その場合、総面積は 673,000 平方キロメートルとなり、世界で8番目の広さである。パタゴニア砂漠の東境は大西洋、西境はアンデス山脈である。パタゴニア砂漠の北側にはクージョやパンパが広がる。パタゴニア砂漠の地形は、台地と山塊が交互に続き、川や渓谷がそれらの間を縫って走る地形が卓越する。
パタゴニアの中核に位置するパタゴニア砂漠及びその周辺のステップの植生は、低木と草本植物が主である。中央部から西へ行くと少しずつ降水量が増え、灌木に代わってイネ科の植物が見られるようになる。パタゴニア砂漠の西辺には氷河湖が点在し、さらに西へ行くと、植生に乏しい山々と、寒地森林が川沿いに広がる渓谷が見られる。
パタゴニアには先史時代から狩猟採集民が居住していたが、19世紀にはいるとマプチェ人、チリ人、アルゼンチン人、ウェールズ人などが入植するようになった。特にアルゼンチン人は「荒野の征服」と呼ばれる、先住民を根絶やしにしたニッチに入植し、羊や馬の飼育といった畜産を主体とする土地利用を行う征服事業を行った。

## 地勢

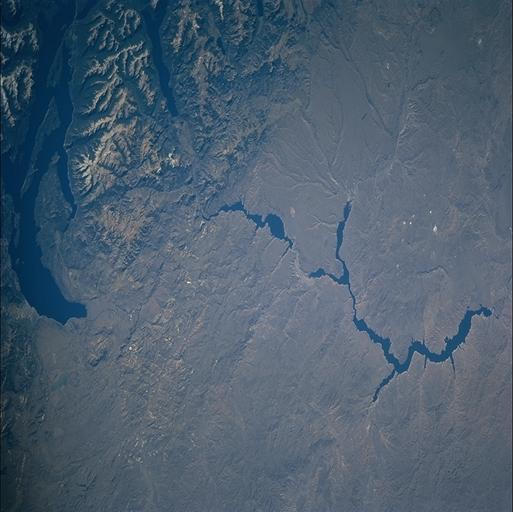
パタゴニア砂漠の衛星写真。アンデス山脈から東方へ流れるリマイ川が見える。

パタゴニア砂漠は南緯40度線上に位置する中では世界最大の、広大な冬季乾燥型の低温砂漠である。パタゴニア砂漠の多くは、砂利で覆われた平原である。そこを砂礫の渓谷が走り、ところどころに砂漠の強風による風食により粘土質の土壌が顔をのぞかせている。
この地方はおおむね砂漠で覆われているが、多様性もないわけではなく、涸れ川、涸れ湖、アンデスから流れる伏流水が春になると湧き出てくる泉もある。こうした水系には種々のカモ目や水草が生息する生態系をはぐくむ。パタゴニアには、氷河や河川、火山によりもたらされた種々の堆積物が見られ、これらは砂漠の気候に大きく影響しているものと考えられる。特に、パタゴニア砂漠上の多くの場所を覆う砂利状堆積物は、上記氷河等由来の堆積物である。
南大西洋上を漂う微粒子の多くは、強い偏西風によりパタゴニア砂漠から吹き飛ばされた塵である。

## 気候
気温が12℃を超えることはめったになく、平均気温は3℃である。冬が7箇月間続き、夏は5箇月間続く。霜が降りることは珍しいことではないが、一年を通して非常に乾燥しているため、降雪はまれである。パタゴニアは緯度の点で見ると亜熱帯高圧帯と亜寒帯低圧帯の間に配置するため、常に偏西風が吹いている。この常在的な偏西風が南太平洋の湿潤な大気を内陸へと運ぼうとするが、パタゴニアの西にアンデス山脈があることにより、パタゴニアがアンデスの雨陰となる。このため、パタゴニアの大半が大洋から320キロメートルほどしか離れていないにもかかわらず、このような広大な砂漠がこの地方に形成されている。パタゴニアの乾燥のもう一つの要因は、南アメリカ大陸の沿岸を流れる寒流のフォークランド海流である。
パタゴニア砂漠の気候はさらに細かく分けることができる。南緯45度線より北側の沿岸は、ブラジル沿岸から流れてくる暖流により温暖である。また、パタゴニア砂漠の北側半分は、晴天の多い夏季にはかなり温暖になる。リオ・コロラド地方では、夏季には日中最高気温が31 °Cに達する。北部沿岸では一般的に 26 °C から 29 °C に達する。北部平原では 24 °C から 28 °C である。夜間は、沿岸部では 12 °C から 15 °C まで下がり、ステップでは 7 °C から 10 °C の間である。南緯45度線より南側、夏季日中の気温は、沿岸部では 22 °C から 16 °C になり、ステップでは 24 °C から 17 °C の間になる。夜間の気温は、沿岸部で 8 °C から 11 °C の間、ステップで 6 °C から 10 °C の間になる。
冬季の気温の決定要因は、海までの距離と標高になる。北部の沿岸部は、夜間は 2 °C から日中、11 °C まで上昇する。サンタ・クルス山脈よりも南は -2 °C から 5 °C、ティエラ・デル・フエゴでは -3 °C から 3 °C で平均気温 0 °Cである。内陸部においては、サンタ・クルス山脈より北側の低地では 0 °C から 10 °C、台地上では -5 °C から 5 °C で平均気温 0 °Cである。サンタ・クルス山脈より南側の低地では -3 °C から 4 °C、台地上では 0 °C以下になる。寒波が来ると -20 °C から -25 °C にまで下がることもよくある。公式的にはチュブ州で観測された -33.9 °C が最低気温記録とされているが、-35 °C以下を記録したと主張する町もいくつかある。

## 地史
パタゴニア砂漠の北部山塊を中心とした 120,000平方キロメートル以上にわたる地域（the Somun Cura Massif (i.e. North Patagonian Massif) and the Deseado Massif.）が火山岩により覆われている。マゼラン海峡の近くには、Pali-Aike Volcanic Field という火山帯もある。これらの火山岩は、始新世から中新世の間に起きた1回と、中新世後期と更新世の間に起きた1回の、計2回の大規模な背弧海盆の噴火により形成されたものである。

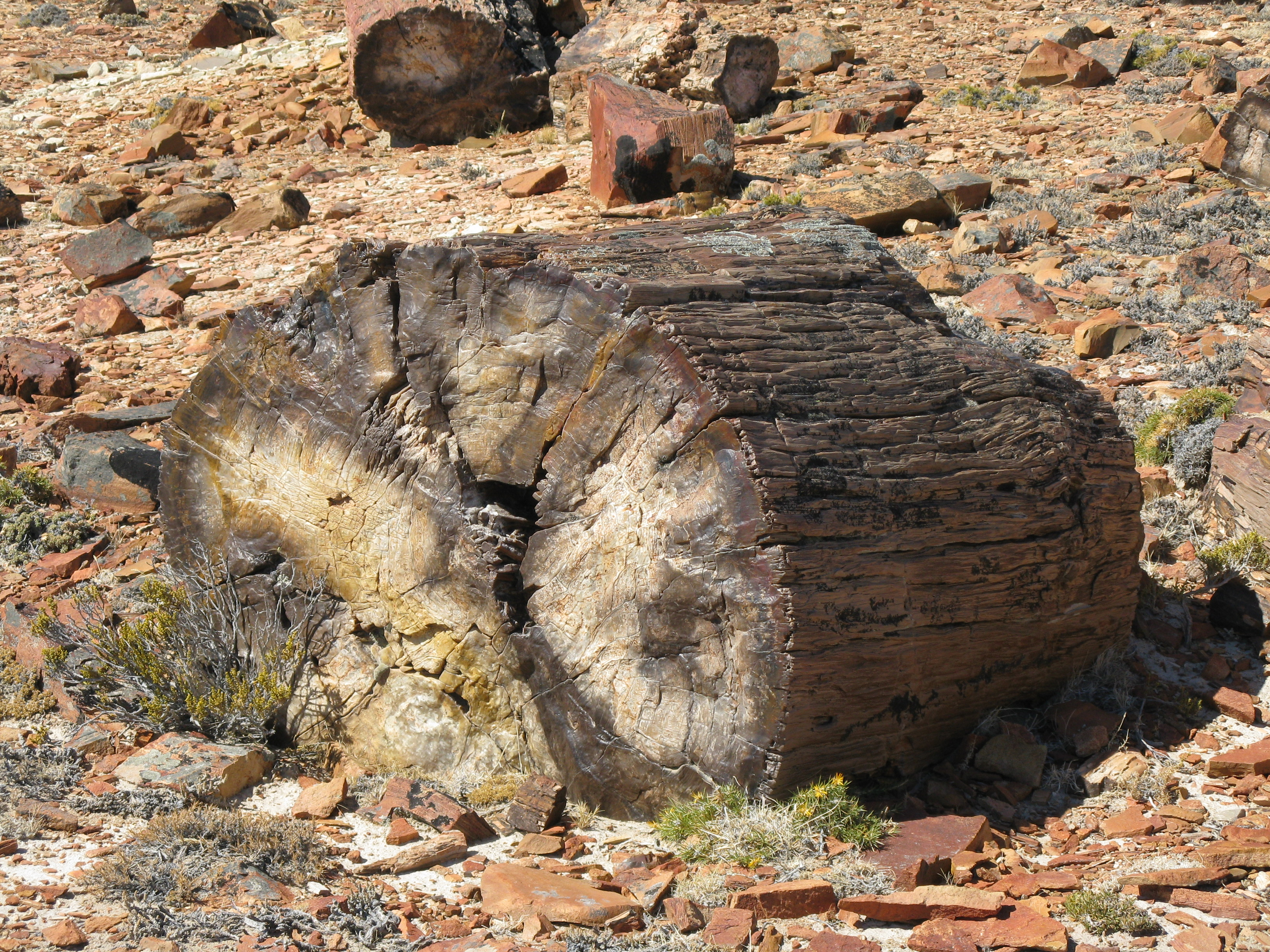
Bosques Petrificados National Monument（国立石化林記念公園）で見られる木の化石

アンデス山脈が形成される前の時代においては、パタゴニアは温帯森林に覆われていたようである。しかしながら、アンデス山脈が形成された後は、近くの火山が噴火した際に出た火山灰が森を覆い、各種ミネラルが飽和した水が木々の幹に浸透し、木々を石化した。そのため、パタゴニア砂漠には非常に保存状態のよい石化林がある（サルミエントの石化林）。

## 生物相
パタゴニア砂漠とアタカマ砂漠を結んだ気候帯は「ディアゴナル・アリダ」（乾燥斜線）と呼ばれる。ディアゴナル・アリダにより2つに分断される湿潤地域の生物相は、北東側と南西側とで大きく異なっている。
パタゴニア砂漠の西部はパタゴニア草原である。マゼラン亜南極林の nothofagus の森の端が当該草原により形成されている。
厳しい砂漠の環境にもかかわらず、多くの動物がパタゴニアに進出してきている。砂漠の縁辺は食物も豊富で比較的住みやすいため、たくさんの種類の動物が棲息するが、これらはパタゴニアに限らずどこにでも棲息している種である。一方で、種類は少ないながらもパタゴニア砂漠にしかいない種もあり、そのようなものとしては、アナホリフクロウ、グアナコ、アルマジロ、ピューマ、チコハイイロギツネ、サバクイグアナ、ダーウィン・レア、ツコツコ、マーラ、Patagonian weasel、Thamnophis proximus (western ribbon snake) などがある。その他に猛禽類にも固有種がある。
植物相はこの気候下では極めてありふれたものであり、例えば、Acantholippia や Benthamiella といった灌木が生え、ハネガヤ属（Stipa）やイチゴツナギ属（Poa）などの草の茂みが見られる。アンデス山脈から流れ出る伏流水により形成される涸れ湖の周りには水草や大規模な植物群落も見られる。

## 土地利用

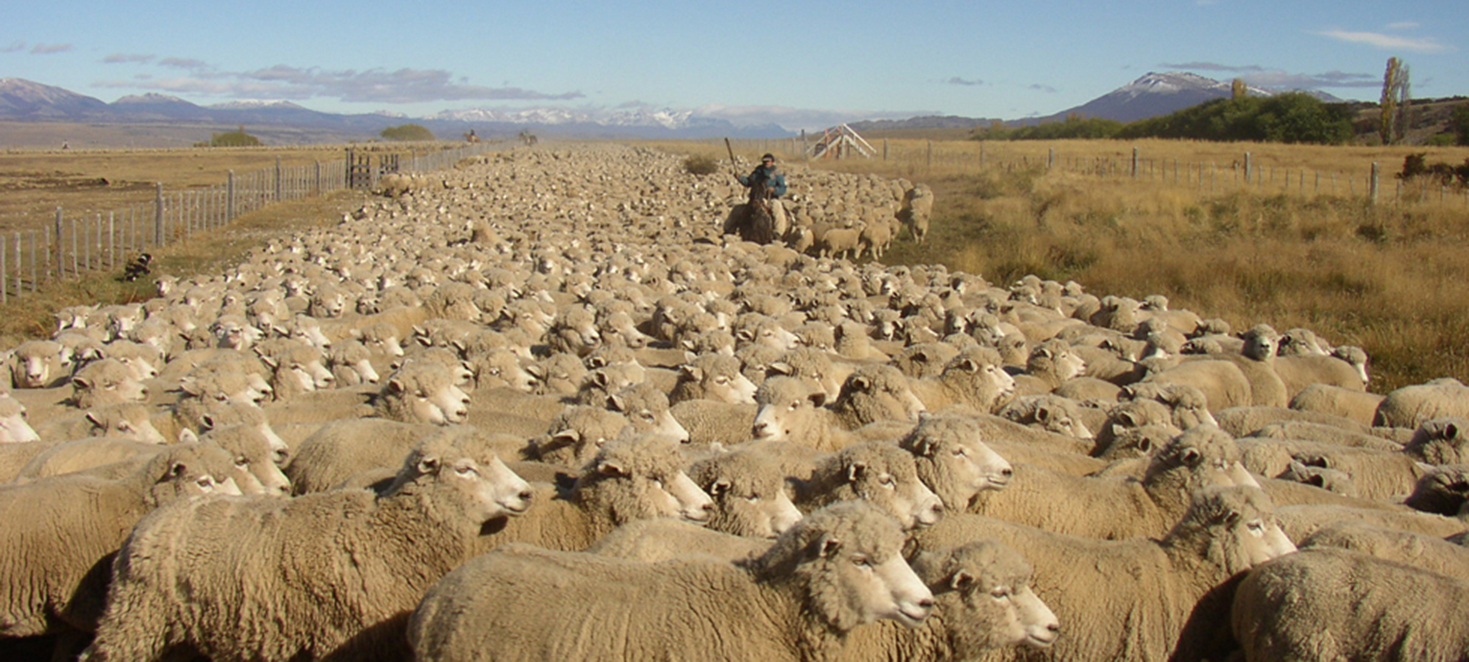
パタゴニアの代表的な土地利用である牧羊

かつては多様な民族／部族の先住民がパタゴニア砂漠を生活の場にしたことが、この地域にある洞窟に描かれた壁画を基に推定されている。最初の住人は「テウェルチェ複合体」（the Tehuelche complex）の名で知られる集団に属する人々であった。テウェルチェ族は狩猟採集民であり、砂漠を流れる谷川を利用した農耕を行うことはなかった。18世紀から19世紀にかけて、パタゴニア砂漠の北部は「アラウカノ化」と呼ばれる歴史的社会現象が発生し、マプチェ族の影響下に入るようになった。マプチェ族はパタゴニア砂漠の北部に拡がるステップで馬の飼育を行った。マプチェ族は、チリ南部とパタゴニア砂漠の沿岸部を結ぶ交易路やブエノスアイレスとクージョ地方を結ぶ交易路など、砂漠を横断する交易路を支配するようになった。
19世紀半ばから、パタゴニア砂漠の周縁部に、アルゼンチン人やヨーロッパ人の村がちらほら見られるようになった。1860年にチュブ川流域にウェールズ人が入植した。1870年代にはペリト・モレノがパタゴニアを探検した。アルゼンチン軍が「荒野の征服」を実行に移し、マプチェ族の各部族長を次々と打ち負かしていったのもこの頃である。荒野の征服以後、パタゴニアの先住民人口は急激に低下した。マプチェ族の中にはアンデス山脈の中やチリ領にまで逃げ込んだ者もいる。砂漠のコンキスタにより、先住民1,000人が殺害され、さらに10,000人が囚人となった。そのうち3,000人は生殖活動できないように男女別に分けられて、ブエノスアイレスで生涯を終えた。1881年にチリとアルゼンチンは国境に関する条約を交わし、アルゼンチンはパタゴニアの大部分を自国の主権の下に購入した。それ以前は「現状承認の原則」（uti possidetis juris）を根拠にチリが権利を主張するコロニーが、パタゴニアにいくつかあった。
1900年前後の数十年間、パタゴニア草原の一部でめん羊飼育産業がブームになり、当該地域はウールなどの製品の一大輸出地へと変貌した。
現在でも人口は希薄で、ここに暮らす人々は主にめん羊や山羊など家畜の飼育で生計を立てている。